# Linjerat fjällfly
Linjerat fjällfly, Agrotis luehri är en fjärilsart som beskrevs av Erik von Mentzer och Arne Moberg 1987. Linjerat fjällfly ingår i släktet Agrotis och familjen nattflyn, Noctuidae. Arten är ännu inte påträffad i Sverige eller Finland, men förekommer i Norge. Inga underarter finns listade i Catalogue of Life. Vissa auktoriteter anser att Agrotis luehri är en underart till Agrotis fatidica.